# 末節骨
末節骨（まつせつこつ）（羅名distalis　Os,distalis）とは、四肢動物の前肢、後肢を構成する短骨の一つである。
ヒトの末節骨は、左右の手足に5本ずつ存在している。ヒトの末節骨は平たく、幅広いが、それに対し、多くの霊長類を含む哺乳類の末節骨は円錐形である。
手は基節骨、中節骨とともに指節骨（指骨）を構成している。

足は基節骨、中節骨とともに趾節骨（趾骨）を構成している。

## 上肢

### 末節骨と関節する骨
- 第1基節骨、第2中節骨、第3中節骨、第4中節骨、第5中節骨

### 末節骨に停止する筋肉
- 長母指伸筋
- 長母指屈筋
- 小指伸筋

## 下肢

### 末節骨と関節する骨
- 第1基節骨、第2中節骨、第3中節骨、第4中節骨、第5中節骨

### 末節骨に停止する筋肉
- 長母趾伸筋
- 長母趾屈筋